# Hannah Mills
Hannah Mills (Cardiff, 29 febbraio 1988) è una velista britannica.

## Palmarès

### Giochi olimpici
- 3 medaglie:
  - 2 ori (Rio de Janeiro 2016 nella classe 470; Tokyo 2020 nella classe 470)
  - 1 argento (Londra 2012 nella classe 470)

### Mondiali
- 6 medaglie:
  - 2 ori (Las Palmas 2006 nella classe 420; Barcellona 2012 nella classe 470)
  - 3 argenti (Perth 2011 nella classe 470; Haifa 2015 nella classe 470; Salonicco 2017 nella classe 470)
  - 1 bronzo (Santander 2014 nella classe 470)

### Europei
- 1 medaglia:
  - 1 argento (Atene 2014 nella classe 470)